# قرار مجلس الأمن التابع للأمم المتحدة رقم 1870
قرار مجلس الأمن التابع للأمم المتحدة رقم 1870، الذي تم تبنيه بالإجماع في 30 أبريل 2009، مدد ولاية بعثة الأمم المتحدة في السودان لمدة عام آخر، وحث جميع الأطراف على الامتثال الكامل لاتفاق السلام الشامل لعام 2005 الذي أنهى حربًا أهلية استمرت 21 عامًا بين شمال وجنوب السودان.

## القرار
مدد مجلس الأمن ولاية بعثة الأمم المتحدة في السودان لسنة أخرى، وحث جميع الأطراف على الامتثال الكامل لاتفاقية السلام الشامل لعام 2005 التي أنهت الحرب الأهلية السودانية التي استمرت 21 عامًا.
اتخذ المجلس بالإجماع القرار 1870 (2009)، ومدد ولاية بعثة الأمم المتحدة في البلد حتى 30 نيسان / أبريل 2010، وطلب من البعثة الاستعداد لمساعدة الأطراف في الاستفتاء الوطني المقرر إجراؤه في عام 2011، إذا طلب ذلك، ودعم انتخابات وطنية ذات مصداقية العام المقبل، بالتنسيق مع برنامج الأمم المتحدة الإنمائي، وحث المانحين على تقديم المساعدة الفنية والمادية.
أنشأ المجلس بعثة الأمم المتحدة في السودان قبل أربع سنوات لدعم تنفيذ اتفاق السلام الشامل بين حكومة السودان والحركة/الجيش الشعبي لتحرير السودان الذي أنهى أطول حرب أهلية في القارة الأفريقية. نص الاتفاق على وقف إطلاق النار ونص على تقاسم السلطة والثروة والترتيبات الأمنية (بما في ذلك إنشاء وحدات متكاملة مشتركة من الجيش والشرطة) وطرائق الانتخابات (بما في ذلك التعداد السكاني).
وبموجب القرار، دعا المجلس جميع الأطراف إلى التعاون مع الوصول الكامل وغير المقيد إلى بعثة الأمم المتحدة في السودان في رصد منطقة أبيي والتحقق منها، وحث البعثة على نشر عدد كافٍ من الأفراد في تلك المنطقة لتحسين جهود منع نشوب النزاعات وتحقيق الأمن للسكان المدنيين. كما دعا الأطراف إلى الالتزام وتنفيذ قرار محكمة التحكيم الدائمة بشأن التسوية النهائية للنزاع الحدودي في أبيي.
وإذ يعرب عن قلقه على صحة ورفاه السكان المدنيين في السودان، دعا المجلس الأطراف إلى دعم وحماية وتسهيل جميع العمليات الإنسانية والأفراد في السودان، وحث حكومة السودان على مواصلة العمل مع الأمم المتحدة لضمان استمرارية المساعدة الإنسانية.
وأعرب المجلس عن استيائه من استمرار الصراع المحلي والعنف، لا سيما داخل جنوب السودان، ودعا البعثة إلى تعزيز قدرتها على إدارة النزاع من خلال استكمال استراتيجيتها المتكاملة في أقرب وقت ممكن لدعم آليات حل النزاعات القبلية المحلية. ورحب المجلس أيضا بوضع إستراتيجية شاملة لحماية المدنيين وشجع البعثة على مواصلة وإنجاز عملها بشأن الاستراتيجية في الوقت المناسب.